# Retrato del conde Antoine Français de Nantes
El retrato del conde Antoine Français de Nantes es un cuadro pintado en 1811 por Jacques-Louis David que representa al prefecto y conde de Imperio Antoine Français de Nantes en traje de corte. Representativo de los retratos hechos bajo el primer Imperio, es un de los escasos retratos de ceremonia hechos por el pintor (junto con el del conde Estève, y el retrato de Napoleón en su traje de coronación).

## Procedencia
Encargado por el modelo en 1811, permaneció en la familia hasta 1889. Entonces pasó a formar parte de la colección de Antonin Dubosc. Fue adquirido por el marchante Paul Durand-Ruel que lo vendió en 1892 a E. André. Éste lo legó al Instituto de Francia en 1912 con la totalidad de su colección presentada en el museo del inventario de Jacquemart-André (MJAP-P.1398).